# Бранич (часопис)
Бранич: лист за правне и државне науке, према одредби Статута Адвокатске коморе Србије је часопис за правну теорију и праксу, односно објављује стручне и научне радове из области од интереса за адвокате и адвокатуру као професију.

## Историјат
Часопис Бранич је покренуло Удружење јавних правозаступника 1. јануара 1887. године. Први одговорни уредници часописа били су београдски адвокати Милан Ст. Марковић и Ђорђе Ненадовић. По гашењу Удружења јавних правозаступника 1929. године, часопис издаје Адвокатска комора Србије. Било је прекида у излажењу, и то 1889. године када га је обновио бивши уредник Милан С. Марковић 1897. године. До новог прекида долази 1906. године. Обновљен је и наставио је да излази од 1925. до 1941. године.
Часопис је после Другог светског рата излазио под називом Адвокатура.
Сва издања часописа Бранич од 1887. год. до 1941. год. су дигитализована и налазе се у отвореном приступу на сајту Универзитетске библиотеке „Светозар Марковић“, Универзитета у Београду.

### Значај
У Уводној речи првог броја Бранича из 1887. године, јавни правозаступник, Ђорђе А. Ненадовић наводи разлоге за покретање часописа и указује на тематику и значај који часопис има:
| „ | Бранич ће обрађивати све гране правних и државних наука, у теорији и њиховој примени на практичну потребу и наше државне установе. Радњу наших судова и управних власти оцењиваћемо да гледишта позитивних закона, придржавајући се објективне критике и начела, да се закони примењују у оном смислу, како је хтео законодавац. Особиту пажњу обратићемо на правне обичаје и назоре који у нашем народу постоје, и постараћемо се, да се тај материјал прикупља и обрађује. Страним законодавством и књижевношћу користићемо се уколико служе развоју и унапређењу нашега права и нашега закона. . | ” |

Аутори чланака и стални сарадници овог часописа, били су најпознатији правни теоретичари и практичари из земље и иностранства.
Министарство просвете и науке је, након проведене законске процедуре за 2011, годину категорисало часопис Бранич у часопис за науку: „БРАНИЧ“ – НАУЧНИ ЧАСОПИС.

## Уредници
1. Милан Ст. Марковић и Ђорђе А. Ненадовић (1887)
2. Ђорђе А. Ненадовић (1888-1889)
3. Милан Ст. Марковић (1897-1900)
4. Мил. Р. Веснић (1901)
5. Мих. С. Полићевић од бр. 7/8 (1901)
6. Добра С. Петковић (1903-1906, 1925-1926)
7. Љубомир В. Стефановић (1927-1929)
8. Обрад Благојевић (1931)
9. Драгутин Јанковић (од бр. 11 - 1932)
10. Видан О. Благојевић (1934)
11. Милан Драговић (од бр. 1 - 1935)
12. Владимир Св. Симић (од бр. 11 - 1935-1941)